# Sooner or Later (canción de Breaking Benjamin)
«Sooner or Later» es una canción de la banda estadounidense de metal alternativo Breaking Benjamin. Fue lanzado el 28 de septiembre de 2004 como el segundo sencillo de su segundo álbum de estudio We Are Not Alone, editado en junio de 2004.

## Antecedentes
La canción recibió una buena cantidad de difusión en la radio, ya que alcanzó el puesto número 2 en la lista Mainstream Rock, el número 7 en la lista Alternative Songs y el número 99 en la lista de Hot 100. La canción fue interpretada en vivo en The Tonight Show with Jay Leno, el 8 de abril de 2005.
El 11 de febrero de 2010, "Sooner or Later" se lanzó como contenido descargable en Guitar Hero 5 como parte del DLC Breaking Benjamin Track Pack, junto con otros dos sencillos: "Until the End" y "Give Me a Sign".

## Video musical
Se hizo un video musical para "Sooner or Later". El video musical mostraba a la banda tocando en un pequeño espacio cerrado rodeado de pantallas, mostrando clips de una mujer que iba de un lugar a otro por la ciudad de Toronto en Canadá, Ontario. Cuando ella entra en la sala, la banda se va mostrando en las pantallas mientras se alejan.

## Lista de canciones
| Sencillo promocional |                                |          |  |
| N.º                  | Título                         | Duración |  |
| 1.                   | «Sooner or Later (radio edit)» | 3:24     |  |
| 2.                   | «Call-Out Hook»                | 0:11     |  |

## Posicionamiento en lista
| Lista (2004)                         | Posición |
| ------------------------------------ | -------- |
| Canada Rock Top 30 (Radio & Records) | 28       |
| Estados Unidos (Billboard Hot 100)   | 99       |
| Estados Unidos (Alternative Airplay) | 7        |
| Estados Unidos (Mainstream Rock)     | 2        |